# Saint-Benoît-de-Carmaux
Saint-Benoît-de-Carmaux è un comune francese di 2 162 abitanti situato nel dipartimento del Tarn nella regione dell'Occitania.

## Società

### Evoluzione demografica
Abitanti censiti